# Federico Besasso
Federico Daniel Besasso (* 7. Januar 1977 in Buenos Aires) ist ein ehemaliger argentinischer Handballspieler.

## Karriere
Der 1,80 m große Rechtsaußen spielte während seiner Karriere nur für Sociedad Alemana de Gimnasia de los Polvorines. Mit dem Verein aus Buenos Aires gewann er im Jahr 2004 die Súper Copa Argentina. 2007, 2008 und 2010 wurde er Zweiter in der Clausura.
Mit der argentinischen Nationalmannschaft gewann Besasso dreimal die Panamerikameisterschaft (2000, 2002, 2004) sowie zweimal die Südamerikaspiele (2002, 2006). Bei den Panamerikanischen Spielen gewann er 2003 Silber. Außerdem nahm er an den Weltmeisterschaften 2001 und 2007 teil.